# Офтеринг
Офтеринг (нем. Oftering) — коммуна (нем. Gemeinde) в Австрии, в федеральной земле Верхняя Австрия. 
Входит в состав округа Линц.  Население составляет 1847 человек (на 1 января 2006 года). Занимает площадь 14 км². Официальный код  —  41016.

## Политическая ситуация
Бургомистр коммуны — Ульрике Таубер (СДПА) по результатам выборов 2003 года.
Совет представителей коммуны (нем. Gemeinderat) состоит из 19 мест.
- СДПА занимает 11 мест.
- АНП занимает 7 мест.
- АПС занимает 1 место.